# Anne-Marie Deschamps
 (novembre 2021).
Pour les articles homonymes, voir Deschamps.
Anne-Marie Deschamps, née le 23 octobre 1933 à Strasbourg et morte le 15 juillet 2022 à Cournonterral, est une interprète de la musique médiévale, chanteuse, musicologue, pédagogue et compositrice française. Elle fonde en 1974 l'ensemble Venance Fortunat, première formation vocale française a cappella spécialisée dans la musique médiévale. Sous son impulsion, d'autres ensembles ont vu le jour dans la fin des années 1980 et début 1990.

## Biographie
Anne-Marie Deschamps, née Stroh le 23 octobre 1933 à Strasbourg, effectue sa formation musicale au Conservatoire de la ville : cours de piano, de chant avec Noémie Pérugia et de direction de chœur avec Fritz Münch. Sa voix est celle d’un soprano avec une grande agilité dans la tessiture aiguë. Ses études se poursuivent à l’École normale de musique de Paris. 
Ayant obtenu le Certificat d'aptitude à l’enseignement musical (CAEM), elle se consacre au professorat de musique dans les lycées de Briançon et d’Embrun jusqu’en 1960. Elle enseigne également à l’Institut catholique de Paris. En tant que compositrice elle collabore pour des musiques de scène à des spectacles de théâtre (ainsi au Théâtre Gérard Philipe de Saint-Denis), pour des musiques de film (Mystère Alexina de René Féret) ou pour des chorégraphies (Sous le signe de saint Georges de Régine Chopinot). Après la naissance de ses enfants et à partir de 1967 elle continue l’enseignement musical au conservatoire de Châtillon-sous-Bagneux : pendant une dizaine d’années elle donne des cours de solfège et de direction de chœur. Elle y introduit de nouvelles méthodes actives pour l’enseignement du solfège. 
À cette époque, elle est aussi cheffe de chœur de la chorale de l’église Saint-Irénée à Paris rattachée à l’Église catholique orthodoxe de France. En travaillant avec le compositeur Maxime Kovalevsky (créateur de chants de cette liturgie, basés sur des racines grégoriennes et slaves) Anne-Marie Deschamps commence à s’intéresser aux chants sacrés européens et à la paléographie musicale. Elle reprend des études musicales à l’Institut de Musicologie de l’Université de Paris et à l’École pratique des hautes études. Elle fait la rencontre déterminante de Solange Corbin, musicologue, spécialiste de la paléographie musicale médiévale. Ayant surtout travaillé jusque-là sur le XVIIIe siècle, Anne-Marie Deschamps oriente sa recherche vers la musique médiévale, avec le projet de partir des sources manuscrites de cette musique : travail sur les écritures neumatiques, transcriptions de manuscrits et stages de plain-chant à l'abbaye de Solesmes et à l'Abbaye Sainte-Marie de Paris.

## Ensemble Venance Fortunat
Afin de pouvoir expérimenter avec des chanteurs les découvertes de ses recherches musicologiques ainsi que ses hypothèses d’interprétation vocale, elle crée en 1974 un ensemble vocal mixte. Cette formation comprend un noyau de 3 chanteuses -dont elle-même- et 3 chanteurs, pouvant en fonction du répertoire s’élargir, y compris à des instrumentistes. Pour signifier que ses recherches remontent au tout début du Moyen Âge, elle choisit comme patronyme de l’ensemble le nom de Venance Fortunat (mort en 609), évêque de Poitiers et auteur d’hymnes chantées encore aujourd’hui, comme Vexilla Regis ou Pange lingua. 
Le répertoire chanté de l’ensemble est principalement celui de la musique sacrée, avec une focalisation particulière sur quelques manuscrits alors peu ou pas étudiés : le Codex Calixtinus, le Codex Ivrea, le Codex d’Apt, le Graduel de Bellelay. Quelque neuf cents ans de chant sont abordés : depuis les hymnes de Venance Fortunat au VIe siècle jusqu’aux complexes polyphonies de Dufay au XVe siècle, en passant par les monodies de Fulbert de Chartres ou de Pierre le Vénérable, les organa de l’École Notre-Dame, les motets du Codex Montpellier ou les polyphonies de la Chapelle du Palais des Papes en Avignon... Des jeux liturgiques sont également mis en scène : Le jeu de Daniel, Le jeu des Trois Marie, Les miracles de St Nicolas... 
Une vingtaine d’enregistrements, de très fréquents concerts en Europe, Afrique et Amérique du Sud, témoignent de ce parcours de 40 années de recherche et de pratique musicale du chant au Moyen Âge. À partir de 1998, la rencontre avec la Fondation Axiane va permettre à Anne-Marie Deschamps et aux chanteurs de Venance Fortunat de collaborer à des projets artistiques comme le travail sur le Graduel de Bellelay (XIIe) : numérisation et analyse du manuscrit, concerts, enregistrements audio et vidéo. Le travail artistique, expérimental, mêle la participation d’amateurs et de professionnels : les ateliers de recherche conduisent à des spectacles autour de thèmes comme L’an Mil, le Chant des Profondeurs, ou encore les mises en scène successives des deux versions du Don Giovanni de Mozart, dont l'une sera retransmise à la Radio télévision suisse (RTS).

## Le chant médiéval
Le répertoire sacré choisi par Anne-Marie Deschamps est essentiellement un chant soliste, celui des grands chantres médiévaux. Son approche musicologique à partir de l’étude des manuscrits et de leur écriture neumatique va de pair avec une recherche sur la vocalité du chant médiéval. Il s’agit de trouver une expression vocale au plus près du dessin des neumes et du sens du texte : un son conduit, porté par le souffle, qui tient compte de l’acoustique de l’architecture romane ou gothique, un chant spatialisé développant le jeu des harmoniques des voix. Recherche de la plénitude des voix, naturelles, sans vibrato, laissant s’épanouir la beauté de chaque timbre. Le chant est lié, legato et même si l’attention donnée au texte est primordiale l’articulation de celui-ci ne rompt pas la ligne vocale. Une attention particulière est donnée au rendu des neumes ornementaux comme le quilisma, la répercussion ou la liquescence, destinés à mettre en relief le texte.
Pour autant, le chant médiéval n’est pas pour Anne-Marie Deschamps un enclos, aussi étendu soit-il. Elle vise à établir des liens entre la musique médiévale et le temps présent. Elle a ainsi demandé à des compositeurs contemporains (comme François Vercken, Michel Sendrez, Claire Schapira, Philippe Leroux, Aline Marteville, Christine Mennesson...) d'écrire pour Venance Fortunat des compositions dont le thème central est souvent un thème grégorien. Elle compose elle-même des monodies et polyphonies. La transmission pédagogique a toujours été un prolongement de sa recherche musicologique et sa pratique artistique : former au chant médiéval les chanteurs professionnels et enseigner aux amateurs. La transmission orale est le principe même de ce chant, qui, même s’il trouve une fixation scripturale dans les manuscrits, évolue de façon orale avec toutes les variantes, évolutions ou transgressions que cette méthode implique.

## Mort
Elle meurt le 15 juillet 2022 à Cournonterral, et est inhumée dans le cimetière Saint-Étienne de Montpellier.

## Discographie
- Le mystère de la résurrection. Les cahiers du CIRMAR, 1980
- Honorem Virginis  Studio SM, 1983
- Codex Calixtinus  (Manuscrit de St Jacques de Compostelle) Solstice SOCD 45, 1985
- De profundis : Déplorations sacrées de la tradition occidentale- Solstice SOCD 48, 1986
- Gaude felix francia : chants sacrés au temps des premiers Capétiens - Quantum QM 6892, 1987 (Livret Jacques Le Goff)  puis L’Empreinte Digitale 13154, 2002 (Livret : Jacques Le Goff)
- Splendeurs de Chartres (Fulbert de Chartres, chantre de l’An Mil) L’Empreinte Digitale 13155, 1989
- Les trois Marie (jeu liturgique - Origny-Sainte-Benoite) Studio SM, 1990[7]
- Chants des voûtes cisterciennes (manuscrits du IXe au XIIIe) L’Empreinte Digitale 13006, 1990 ( Grand Prix de l'Académie Charles Cros )
- Les miracles de saint Nicolas (la figure de saint Nicolas dans la musique au Moyen Âge) L’Empreinte Digitale 13153, 1991 (10 Répertoire)
- Le grand livre de saint Jacques de Compostelle L’Empreinte Digitale 13023, 1993
- Trouvères à la cour de Champagne L’Empreinte Digitale 13045, 1995
- Daniel - Opéra sacré (jeu liturgique du XIIe) L’Empreinte Digitale 13152, 1996
- L’eau et le baptême (manuscrits du XIe au XIIIe) L’Empreinte Digitale 13060, 1996
- Miroir d’éternité (motets et conduits du XIVe en Wallonie) Musique en Wallonie CYP 3609, 1997
- Cluny : La Transfiguration (chants de Pierre le Vénérable XIIe) L’Empreinte Digitale 13091, 1998 (5 Diapason)
- Chants mystiques des abbayes cisterciennes (manuscrits XIIe au XIVe) L’Empreinte Digitale 13106, 1999 (Diapason d'or, ffff Télérama)
- Cluny : La Vierge (chants de Pierre le Vénérable XIIe) L’Empreinte Digitale 13109, 1999 (Choc du Monde de la musique, ffff Télérama, 5 Diapason, 2 cœur de l'Observateur, Goldberg)
- Altera Roma (musique au Palais des Papes d’Avignon au XIVe) L’Empreinte Digitale 13123, 2000
- Chants de l’Amour Divin (chants de moniales XIe au XIVe) L’Empreinte Digitale 13133, 2002
- Missa de Angelis (la messe dite «Des Anges») Bayard Musique, 2003
- Le Chant des Origines / Graduel de Bellelay (XIIe) Éditions Monthabor, 2005

## Partitions d’Anne-Marie Deschamps
- Motet Kyrie/Das Schaudern ist/
- Motet Ad Te/Ad Nos
- Sur mon cou sans armure mélodie sur un texte de Jean Genet
- https://www.axiane.ch/assets/fichiers/assets/uploads/JE_NE_TAI_DONNE.pdf Je ne t’ai donné pour voix et piano, textes de Pic de la Mirandole et Marguerite Yourcenar]

### Sources
- Le Nouvel Observateur, Jacques Drillon, 2 décembre 1999
- Le Monde de la musique, Marc Desmet, janvier 2000
- Télérama, Xavier Lacavalerie, 18 juin 1997
- Répertoire, Sylvain Gasser, janvier 1997
- L'Humanité, Jean Baptiste, 23 octobre 1993
- Panorama, François Werken, avril 1993
- Le Figaro, Jacques Doucelin, 20 septembre 1993
- Diapason, Roger Tellard, janvier 1990
- Le Figaro Magazine, Patrick de Pluncket, 9 septembre 1990
- Edoth Ahronoth, Hanoh Erson (Jérusalem), 1er juin 1986